# Emanuel Andrássy
Emanuel Graf Andrássy von Csíkszentkirály und Krasznahorka (ungarisch Andrássy Manó; * 3. März 1821 in Kaschau, Königreich Ungarn; † 23. April 1891 in Görz, Österreich-Ungarn) war ein ungarischer Politiker, Weltreisender und Industrieller.

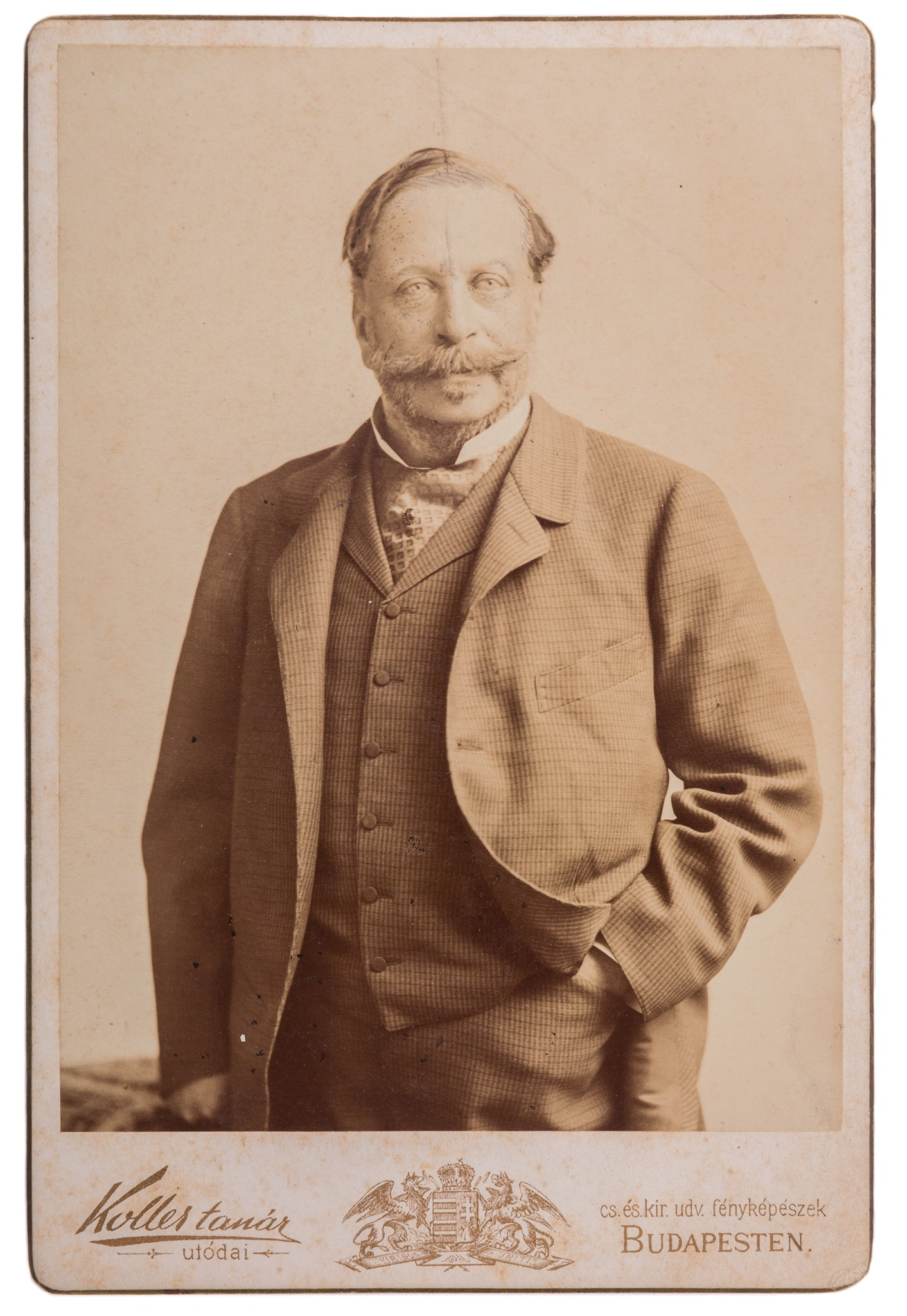
Emanuel Andrássy im Jahre 1891

## Leben
Emanuel Andrássy war der älteste Sohn des Grafen Károly Andrássy (* 29. Februar 1792 Rosenau, † 22. August 1845 in Brüssel, Königreich Belgien), der Großgrundbesitzer und Politiker war und dessen Ehefrau Baroness Marianna Adelheid ('Etelka') Szapáry de Muraszombat, (* 1798, † 1876). Aus dieser im Jahre 1819 geschlossenen Ehe gingen vier Kinder hervor.
- Cornelia (* 1820 in Kaschau, † 1836 ebd.)
- Emanuel
- Gyula (Julius) ⚭ Katalin Kendeffy de Malomvíz (* 1830, † 1896)
- Aladár (* 16. Februar 1827 in Pest, † 2. April 1903 in Budapest) ⚭ Leontine Julia Walburga Wenkheim (* 9. Mai 1841 in Pest, † 18. Dezember 1921 in Somogyvár, Komitat Somogy)

Seine Schulzeit verbrachte er gemeinsam mit seinem jüngeren Bruder Gyula in den von Piaristen unterhaltenen Gymnasien in Sátoraljaújhelyi und Tata. Nach dem Abitur studierte er Philosophie an der Pester Universität und als externer Student an der Preßburger Königlichen Rechtsakademie.
Nach dem Abschluss seiner Studien unternahm er ausgeprägte Reisen in Westeuropa und Nordafrika, von denen er ausführliche Reiseberichte an Zeitschriften in Ungarn sandte.
Im Jahre 1848 wurde er für das Komitat Torna als Abgeordneter in den Ungarischen Reichstag entsandt. Er beteiligte sich aktiv an der Ungarischen Revolution der Jahre 1848/1849. Nach Niederschlagung der Revolution flüchtete er ins Ausland. Danach unternahm er abermals ausgeprägte Reisen u. a. nach China und Indien. Die Erlebnisse aus diesen Reisen verarbeitete er auch literarisch.
In jungen Jahren lernte Emanuel Andrássy Lady Charlotte Strachan die um sechs Jahre ältere Ehefrau des Grafen Emanuel Zichy-Ferraris kennen und verliebte sich in sie. Charlotte verließ daraufhin ihren Ehemann und reiste mit Andrássy durch die Welt, wodurch sie einen Skandal in der damaligen Gesellschaft auslöste. Die ohnehin zerrüttete Ehe mit Zichy-Ferraris wurde geschieden, die Liebe zu Andrássy schien aussichtslos und daraufhin beging Charlotte Strachan am 12. November 1851 Selbstmord.

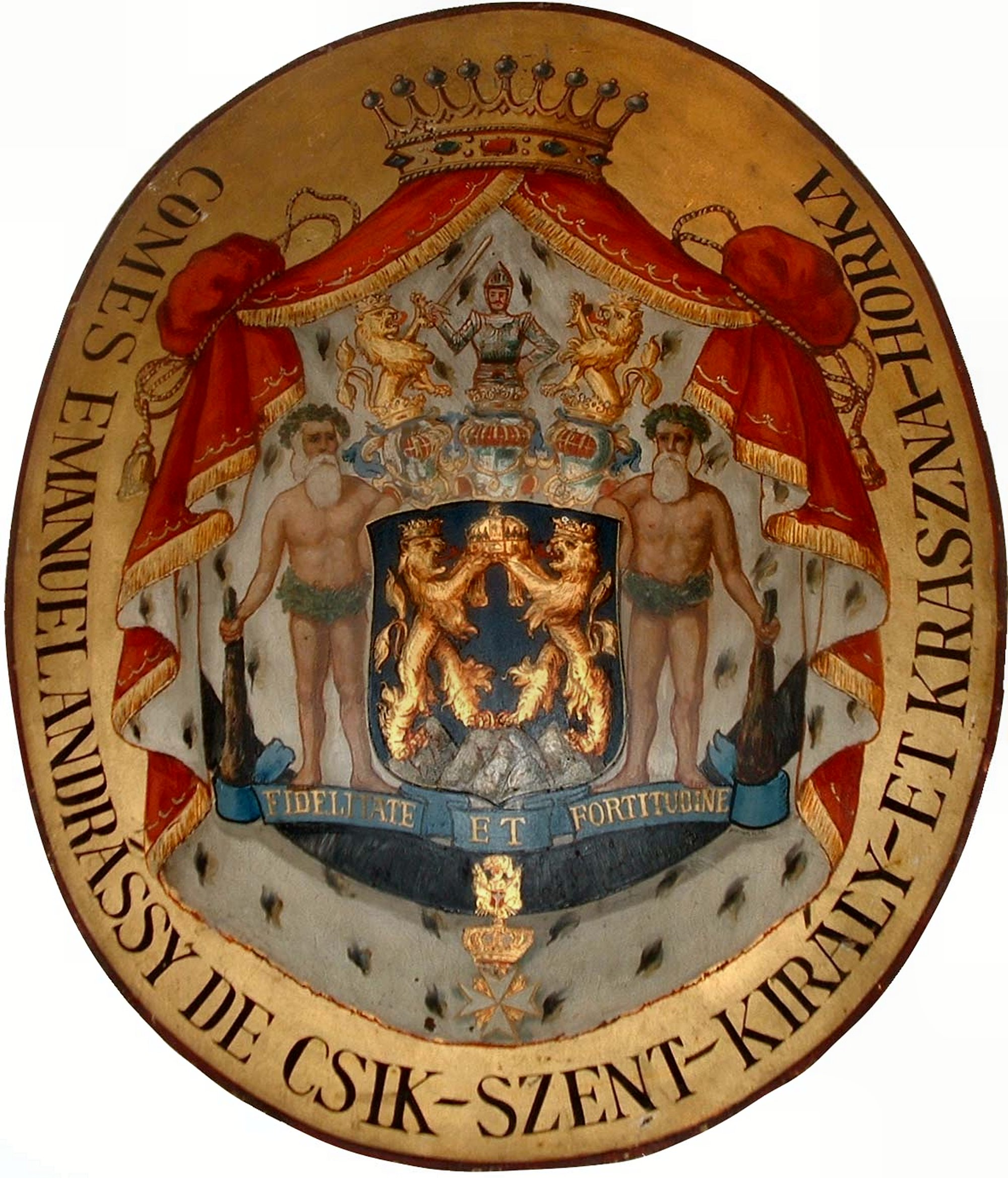
Totenschild mit Wappen des Grafen Emanuel Andrássy (1821–1891): in der Matthiaskirche in Budapest

In der Zeit des Österreichisch-ungarischen Ausgleichs erhielt er eine Amnestie und durfte aus dem Exil nach Ungarn zurückkehren. Er schaltete sich in das politische Leben Ungarns aktiv ein. Nach 1867 nahm er die Ämter des Obergespans der Komitate Gemer und Kleinhont und danach des von Semplin an. Ab 1881 wurde er Abgeordneter für die Liberale Partei des Wahlkreises Rosenau im Ungarischen Reichstag. Andrássy war auch Förderer der Industrialisierung seines Landes. Vor allem der Entwicklung der Schwerindustrie widmete er große Sorgfalt. Deshalb erhielt er den Spitznamen der "Eisener Graf" (ung. ''Vasgróf'). Unter seiner Ägide wurden zahlreiche neue Modernisierungstechniken eingeführt.  Das von ihm verwaltete Komitat Gemer-Kleinhont entwickelte sich zu einem der modernsten Industriebezirke des damaligen Ungarns. Im Jahre 1867 ließ er einen Eisenhammer ("Hüttenwerk") in der Ortschaft Niedersalz errichten, das nach dem Vornamen seiner Mutter Hüttenwerk Etelka benannte. Ein weiteres Hüttenwerk errichtete er 1870 in Lampertsdorf und benannte es nach seinem Vater Hütte Karl. Sein Vater Karl Andrássy ließ hier bereits 1843 einen Hochofen errichten, der 1870 von Emanuel erweitert und modernisiert wurde.
Im Jahre 1887 wurde Andrássy mit dem Titel eines Geheimrates geehrt. Im Jahre 1891 wollte er eine Reise nach Meran unternehmen, unterwegs erkrankte er, deshalb musste er die Reise unterbrechen und machte einen Zwischenstopp bei einer seiner Töchter in Görz. In Görz stellte man ein Halsgeschwür fest, das operiert werden musste. Die Operation missglückte und Emanuel Andrássy verstarb dort am 23. April 1891. Seine sterblichen Überreste wurden nach Kransa Horka überführt und in der Familiengruft der Andrássys zur letzten Ruhe gebettet. Sein Marmorsarkophag trägt die Inschrift:
ERIPUIT TERRAE FERRUM VIR FERREUS OMNIS.
OMNIBUS AMOREM QUIS PROPIOR ADERAT.

### Familie und Nachkommen
Emanuel Andrássy heiratete am 29. Januar 1855 Gabriele geb. Gräfin Pálffy de Erdőd (* 17. November 1833 in Preßburg, † 22. März 1914 in Wien). Gabrielle war die einzige Schwester von Johann Pálffy und in jungen Jahren Hofdame der Kaiserin Elisabeth.
Aus der Ehe gingen folgende Kinder hervor:
1. Géza (1856–1938) k.k.Kämmerer, Mitglied der Ungarischen Akademie der Wissenschaften und Abgeordneter im Ungarischen Reichstag ⚭ Eleonore Gräfin Kaunitz-Rietberg (1862–1936), kaiserlich-königliche Sternkreuzdame
2. Irma Mária (1858–1925) ⚭ Anton Nikolaus Esterházy (1851–1935), k.k. Kämmerer
3. Gábor (1859–1861)
4. Etelka (1861–1927) ⚭ Geisa Odescalchi (1858–1937)
5. Tibor (1862–1867)
6. Natália (1865–1951) ⚭ Aladár Széchényi (1862–1936), Reichstagsabgeordneter
7. Karolina (1867–1937) ⚭ Jenő Karátsonyi (1861–1933), Reichstagsabgeordneter

### Künstlerische Betätigung
Emanuel Andrássy betätigte sich als Autodidakt auf dem Gebiete der bildenden Kunst. Als Zeichner, Graphiker und Karikaturist trat er 1841 erstmals vor die Öffentlichkeit. Während seiner Reisen veröffentlichte er mehrere Alben mit Zeichnungen aus Asien, sowie Jagddarstellungen. Als Anerkennung dieser Tätigkeit wurde er im Jahre 1858 zum korrespondierenden Mitglied der Ungarischen Akademie der Wissenschaften ernannt.

### Schriften

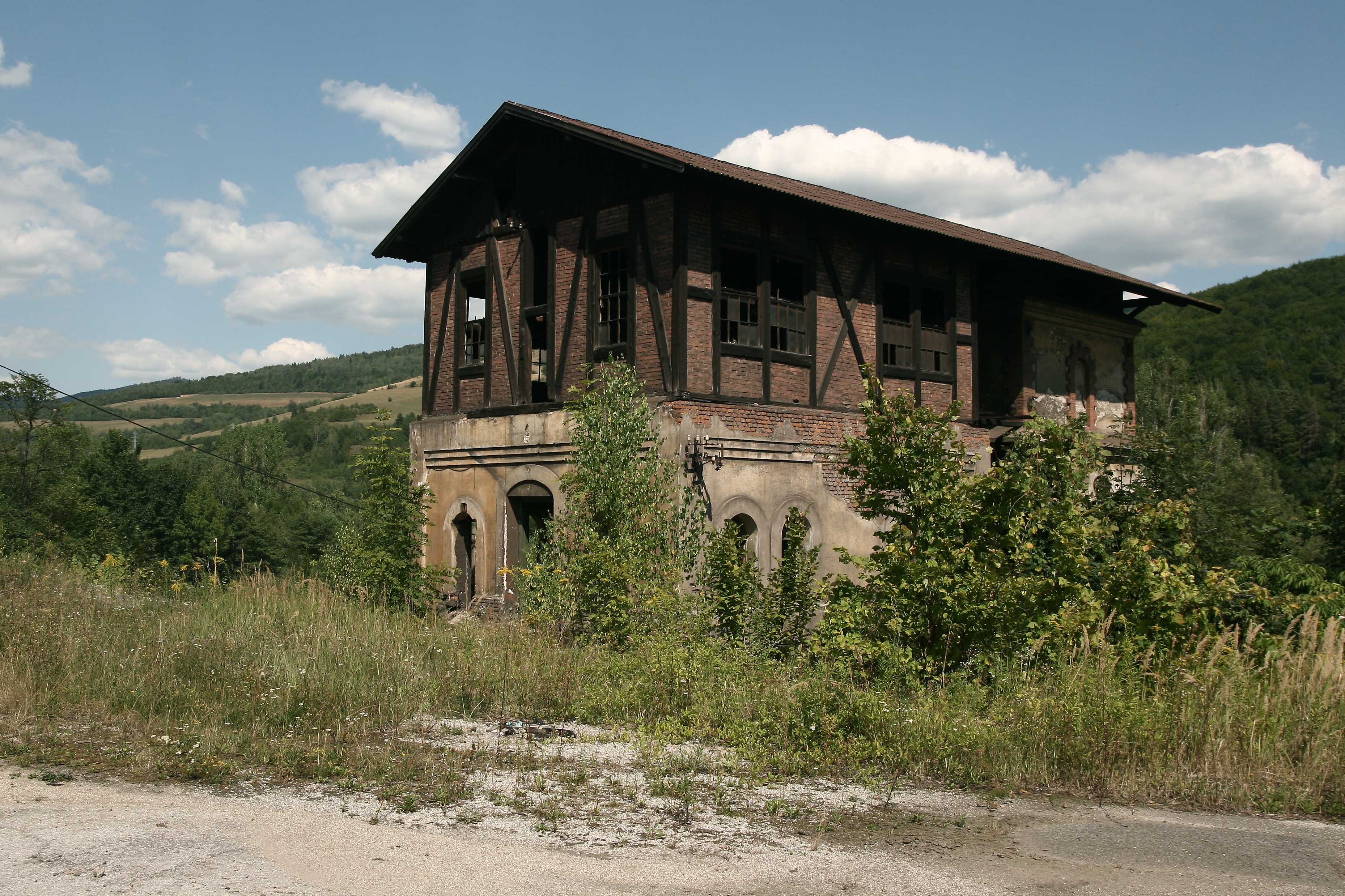
Eisenhammer "Hütte Etelka" aus dem Jahre 1867 in Niedersalz. (Zustand 2017)

- Eisenhammer "Hütte Etelka" aus dem Jahre 1867 in Niedersalz. (Zustand 2017)Az Utazás Kelet Indiákon: Ceylon, Java, Khina, Bengal (1853).
- Hazai vadászatok és sport (editor, 1857).
- Kiadatlan magyar érmek és pecsétgyűrűk. Archaeologiai Közlemények, 2. pp. 49-64 (1861).